# Lassana Igo Diarra
Lassana Igo Diarra en förläggare och kulturarrangör från Mali. Han driver förlaget Balani's Editions, som specialiserar sig på ungdomslitteratur och serier. Som kulturarrangör har han drivit han många projekt och arrangerar bland annat "Musikaliska torsdagar" på Nationalmuseet i Mali, Sommaruniversitetet för kultur i Bamako och afrikanska fotobiennalen i Mali. Igo Diarra är också kulturkonsult för staden Bamako och rådgivare i genomförandet av landets kulturpolitik.